# The Nutcracker in 3D
The Nutcracker in 3D is een Brits-Hongaarse familiefilm uit 2010 met in de hoofdrol Elle Fanning. De film is losjes gebaseerd op het balletstuk De notenkraker van Pjotr Iljitsj Tsjaikovski. De film heeft een zeldzame 0%-score op Rotten Tomatoes wat betekent dat geen enkele recensie op die website positief over de film is. Ook deed de film het erg slecht in de bioscopen en wist het maar 16 miljoen dollar binnen te halen terwijl het een budget van 90 miljoen dollar had. De film was genomineerd voor een Razzie voor slechtste gebruik van 3D.

## Rolverdeling
- Elle Fanning - Mary
- Nathan Lane - Uncle Albert
- John Turturro - Rat King
- Charlie Rowe - N.C. / The Prince
- Frances de la Tour - Frau Eva / Rat Queen
- Aaron Michael Drozin - Max
- Richard E. Grant - Mary's father
- Julia Vysotskaya - The Snow Fairy / Mary's mother